# 雷鳴
雷鳴(Thunder)は、雷によって稲妻の後に発生する音である。雷からの距離や雷の性質によって、ゴロゴロという長い低音であったり、一瞬の大きな衝撃音だったりする。雷によって温度が急激に上昇し、それにより圧力も急上昇するため、落雷の進路上の空気が一気に熱膨張する。この空気の傍聴が衝撃波を作り出し、轟音を発生させる。雷を科学的に研究する学問は大気電気学、雷に対する非合理的な恐怖（恐怖症）は、雷恐怖症と呼ばれる。

## 語源
近代英語では、thunderという言葉は初期古英語のþunorという言葉に由来する。綴りの5文字目のsは音挿入であり、近代オランダ語のdonder等でも見られる。なお、中期オランダ語のdonre、古ノルド語のþorr、古フリジア語のþuner、古高ドイツ語のdonar等の言葉は、全て究極的には、ゲルマン祖語の*þunrazに由来する。ラテン語では、tonareと書かれる。北欧神話の神トールは、古ノルド語で雷を意味した言葉に由来する。

インド・ヨーロッパ祖語で共通する*tón-rまたは*tar-は、ガリア語のTaranisでも見られる。

## 発生原因
雷鳴の発生原因は、数世紀に渡り、科学的推論、探求のテーマであった。初期には、神によるものと考えられたが、ギリシア哲学では、風が雲にぶつかる音（アナクシマンドロス、アリストテレス）や雲の中で空気が動く音（デモクリトス）等、自然の中に原因があると考えた。ローマ哲学では、ルクレティウスは、雲の中で冷却される雹の音だと考えた。19世紀中盤までは、雷が真空を作り出し、その真空が壊れる時に雷鳴が発生するという理論が受け入れられていた。
20世紀以降は、落雷の経路に沿ってプラズマが急激に熱膨張し、それにより空気中に衝撃波が発生することで始まるというのが共通の理解となった。分光法で測定される雷内部の温度は、存在する50マイクロ秒の間に変化し、当初の約20,000 Kから約30,000 Kに急激に上昇し、約10,000 Kまで徐々に下がる。平均は、約20,400 Kである。この加熱により、急速に外側に膨張し、周囲の冷たい空気と超音速で衝突する。この外側へのパルス的な動きは衝撃波であり、爆発や超音速航空機で作られる衝撃波と似た原理である。発生源の近くでは、音圧レベルは通常165 - 180 dBであるが、200 dBを超える場合もある。
シミュレーション実験では、このモデルとかなり一致する結果が得られたが、この過程の正確な物理的メカニズムについて、議論が続けられた。他の発生原因として、雷のプラズマに作用する巨大な電流の電気力学的効果によるものとする説も提案された。

## 影響
雷による衝撃波は、近くの建物を破壊したり、近くの人に内部挫傷等の怪我を負わせたりするのに十分な強さを持つ。また、雷鳴により、近くの人の鼓膜が破裂し、その結果、一時的または一生にわたる難聴になることもある。

## 種類
Vavrekらは、雷鳴は、音の大きさや継続時間、音高により分類できると報告した。Clapsは0.2-2秒続く大きな音、高い音を含む。Pealsは音の大きさと音高が変化する。Rollsは、音の大きさと高さが不規則に混ざっている。Rumblesは音が小さく、最大30秒程度まで長く続く低い音である。
Inversion thunderは、逆転層において、雲と地面の間で落雷が発生した時に起こる。雷の音は、同じ距離で発生した通常の雷よりもかなり大きくなる。逆転層の中では、地面近くの空気は高層の空気よりも冷たい。暖かく湿った空気が寒冷前線の上を通過する時に、逆転層が良く発生する。逆転層では、音エネルギーの垂直方向への拡散が妨げられ、地表近くの層に集中する。
逆流雷は、通常、2つかそれ以上の地面から雲へ逆流する落雷からなる。後の逆流雷は、最初のものと比べて大きな音エネルギーを持つ。

## 認知
落雷の際は、雷鳴が聞こえるより前に稲妻が見える。これは、光速が音速よりずっと速いためである。20℃の乾燥空気中での音速は、約343 m/sである。この速度では1kmを3秒で進むので、稲妻が見えてから雷鳴が聞こえるまでの秒数を数えることで、落雷地点までの距離を推測できる。
非常に明るい稲妻とほぼ同時に鋭いcrack音が聞こえた場合、非常に近くに落雷があったことを示す。極近距離に落雷があった場合、最初にクリック音や衣服を切り裂く音が聞こえ、大砲の発射音や大きな破裂音となり、ゴロゴロという低い音が続く。